# Sonderforschungsbereich 600 „Fremdheit und Armut“
Der Sonderforschungsbereich (SFB) 600 „Fremdheit und Armut. Wandel von Inklusions- und Exklusionsformen von der Antike bis zur Gegenwart“ war ein Sonderforschungsbereich an der Universität Trier. Der Forschungsverbund war auf zehn Jahre (2002 bis 2012) angelegt und untersuchte aus interdisziplinärer Perspektive, wie unterschiedliche Gesellschaften Fremden und Armen begegnen. Neben dem Fach Geschichte beteiligten sich die Germanistik, Kunstgeschichte, Medienwissenschaft, Politikwissenschaft, Rechtsgeschichte, Soziologie, Ethnologie und Katholische Theologie.

## Geschichte
Der Forschungsverbund, der dem Forschungszentrum Europa (FZE) angehörte, nahm seine Arbeit am 1. Januar 2002 auf. Sprecher des SFB 600 war bis Ende 2004 Andreas Gestrich. Die Begehung für die 2. Förderphase, in der das Sprecheramt an Lutz Raphael überging, fand im Oktober 2004 statt. Die dritte Förderperiode (2009–2012) wurde im November 2008 von der DFG bewilligt und mit 9,2 Millionen Euro gefördert. Die Funktion des Sprechers übernahm 2009 Herbert Uerlings. Mit einer Armutsausstellung und einer didaktischen DVD-Produktion für den Schulunterricht realisierte der SFB zwei große Öffentlichkeitsprojekte. Ein weiteres Novum in der dritten Phase war das EDV-Serviceprojekt „Forschungsnetzwerk- und Datenbanksystem (FuD)“, das den gesamten Forschungsprozess abbildet und dadurch die Zusammenarbeit im Projektverbund vereinfachte. FuD zählt in den Geisteswissenschaften zu den ersten Softwarelösungen dieser Art. Zur Unterstützung und Förderung von jüngeren Wissenschaftlern hatte der SFB 600 ein integriertes Graduiertenkolleg.

## Forschungsprogramm
Das Forschungsinteresse ging von der Frage aus, welche Formen des Umgangs mit Fremden und Armen in Gesellschaften unterschiedlichen Typs von der Antike bis in die Gegenwart ausgebildet wurden. Mit der Analyse des Wandels von Inklusions- und Exklusionsformen sollten die Grundlagen für eine sozial- und kulturgeschichtliche Beschreibung europäischer und mediterraner Gesellschaften geschaffen werden, die insbesondere die mit der Organisation gesellschaftlicher Solidarität und ihrer Begrenzung verbundenen Probleme in den Blick nimmt. Der weite zeitliche und räumliche Horizont sollte dabei Gemeinsamkeiten und Unterschiede sowie Brüche und Kontinuitäten freilegen. Im Zentrum der theoretischen Perspektive stand das Konzept Inklusion/Exklusion: Es bezeichnet jene gesellschaftlichen Verfahren, die die Grenzen der Zugehörigkeit und Teilhabe markieren. Weiterführend sind dabei vor allem die Untersuchungen zu den ambivalenten Formen der „inkludierenden Exklusion“ bzw. „exkludierenden Inklusion“. 
Es wurde versucht, das ursprünglich soziologische Konzept der Inklusion/Exklusion als kulturwissenschaftliche Theorie zu operationalisieren. Dazu wurden systemtheoretische, aber auch devianz- und ungleichheitstheoretische Ansätze herangezogen und auf eine kulturwissenschaftliche Synthese hin diskutiert.

## Projektbereiche
Der Forschungsverbund war in vier Projektbereiche untergliedert: 

### Projektbereich A: Fremdheit
In der gemeinsamen Arbeit des Projektbereichs wurden in der Perspektive langer Dauer grundlegende Muster der Inklusion und Exklusion erforscht, die seit der Antike Definition, Bewertung und konkret den Status von Fremdheit geprägt haben. 

### Projektbereich B: Armut und Armenfürsorge
Im Feld historischer und sozialwissenschaftlicher Armutsforschung fragte der SFB 600 nach Kontinuität und Wandel des christlich-jüdischen Deutungsmusters von Armut seit der Spätantike, nach Praktiken und Organisationsformen der Armenhilfe und Armenpolitik sowie nach religiösen, philosophischen und politischen Redeweisen über Armut. 

### Projektbereich C: Kollektive Repräsentationen und die historische Semantik von Armut und Fremdheit
Dieser Projektbereich beschäftigte sich mit Repräsentationen bzw. Semantiken, welche die Einbeziehung bzw. Ausgrenzung von Fremden und Armen erzeugten oder begleiteten. Es ging in erster Linie um die Fragen, welche Rolle tradierte Bilder, Texte und Vorstellungen für die Dynamik sozialer Beziehungen spielen, welche Funktionen unterschiedliche Medien übernehmen und in welchem Maße sich Inklusion/Exklusion von Armen und Fremden in Zeichensysteme dieser Medien einschreiben. Darüber hinaus wurde nach der politischen Dimension der medialen Sichtbarmachung und institutionellen Vertretung der Interessen von Fremden und Armen gefragt. 

## Wissenstransfer in die Öffentlichkeit
Ausgewählte Forschungsergebnisse stellte der SFB 600 der großen Öffentlichkeit vor. Neben Rundfunkbeiträgen und Artikeln in Printmedien geschah dies mittels Formaten wie der Aktion ‚Geistesblitze‘ (2007), dem Kultursommer des Landes Rheinland-Pfalz (‚Straße der Wissenschaft‘, 2005), Inszenierungen mit der Laterna Magica, Beiträgen zur Kinderuniversität, Veranstaltungen zur Lehrerfortbildung und Beteiligungen an regionalen Wissenschaftsmessen wie der ‚Nacht der Wissenschaft‘ in Trier. In der dritten Förderperiode (2009–2012) wurden zwei große Vorhaben realisiert: eine Ausstellung zum Thema „Armut – Perspektiven in Kunst und Gesellschaft“ sowie die Produktion einer didaktischen DVD für den Schulunterricht zum Thema „Ägypten in der Antike. Eine Bevölkerung – viele Kulturen“.

### Ausstellung
Vom 10. April bis zum 31. Juli 2011 zeigten das Stadtmuseum Simeonstift und das Rheinische Landesmuseum Trier die vom SFB 600 konzipierte Sonderausstellung „Armut – Perspektiven in Kunst und Gesellschaft“. Gezeigt wurde anhand von 250 Exponaten, u. a. von Jörg Immendorff, Käthe Kollwitz, Picasso und Rembrandt, wie sich die Kunst mit dem Thema auseinandergesetzt hat und selbst Teil der Debatten um Zugehörigkeit und Ausschluss von Schwachen war und ist. Die Ausstellung bot somit einen Überblick über 2500 Jahre Armutsgeschichte in Europa, allerdings nicht chronologisch, sondern quer dazu aus unterschiedlichen Perspektiven: dokumentarisch, appellativ, idealisierend, stigmatisierend und reformerisch/revolutionär. In reduzierter Form war die Ausstellung von September bis November 2011 im Museum der Brotkultur in Ulm zu sehen. Zur Eröffnung in Trier sprach u. a. der Präsident der DFG, Matthias Kleiner, zur Eröffnung in Ulm die Schirmherrin, Bundesbildungsministerin Annette Schavan. Die Ausstellung zählte in Trier rund 60.000 Besucher. Für Schulen konzipierte der SFB 600 ein didaktisches Themenheft mit Lehrerbegleitmaterial für die Fächer Geschichte, Sozialkunde, Deutsch, Religion, Ethik und Kunst.
Die Ausstellung fand ein Echo im regionalen und überregionalen Feuilleton (z. B. Trierischer Volksfreund, Süddeutsche Zeitung, Die Zeit) sowie in Radio und Fernsehen (z. B. Deutschlandfunk, WDR 3, SWR2, SR). Auch in den Nachbarländern Frankreich, Luxemburg und Belgien wurde berichtet. Der von Herbert Uerlings, Nina Trauth und Lukas Clemens herausgegebene Begleitband „Armut – Perspektiven in Kunst und Gesellschaft“ (Primus, Trier 2011) wurde bis Ausstellungsende rund 1.600 Mal verkauft. Die Süddeutsche Zeitung sprach von einem „Meilenstein in der Armutsforschung“, in WerkstattGeschichte wurde die „fundierte, umfassende und differenzierte Darstellung des Themas Armut“ gelobt.

### Didaktische DVD
Im Rahmen des Teilprojektes Ö 2 „Hellenen und Römer, Juden und Ägypter in der multikulturellen Gesellschaft Ägyptens in der Antike“ wurde in Zusammenarbeit mit dem Institut für Film und Bild in Wissenschaft und Unterricht (FWU) und dem Multimedia Kontor Hamburg eine didaktische DVD für den Schulunterricht produziert. Die 23 Filmclips und drei Bildergalerien geben durch Originalaufnahmen, Schaubilder und Experteninterviews Einblicke in die Geschichte und Gesellschaft Ägyptens im Wandel der Zeit. 

### IT-Infrastruktur für die Geisteswissenschaften
Zur Vernetzung der Forschungsmaterialien und -ergebnisse entwickelte der SFB 600 im Rahmen des EDV-Serviceprojekts INF in Verbindung mit dem Kompetenzzentrum für elektronische Erschließungs- und Publikationsverfahren in den Geisteswissenschaften das internetgestützte „Forschungsnetzwerk und Datenbanksystem (FuD)“. Die integrierte Arbeits-, Publikations- und Informationsplattform wird von verschiedenen Projekten an Akademien, Universitäten und Forschungsinstituten eingesetzt und kann für die Geschichtswissenschaften Modellcharakter beanspruchen.

## Ergebnispublikation
Zentrale Ergebnisse der Forschungsarbeit werden in der vom Verlag Peter Lang betreuten Schriftenreihe „Inklusion/Exklusion. Studien zu Fremdheit und Armut von der Antike bis zur Gegenwart“ publiziert. Darüber hinaus erscheinen zahlreiche weitere Veröffentlichungen in anderen Verlagen. Eine vollständige Forschungsbibliographie ist auf der Publikationsplattform des SFB 600 zu finden.